# Sylvia Oeggerli

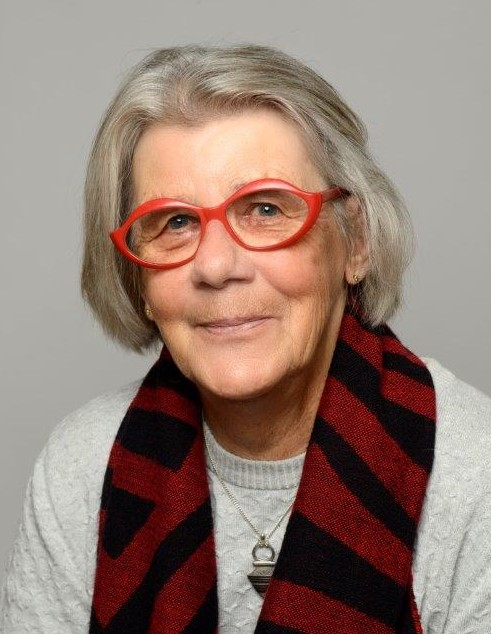
Sylvia Oeggerli (2024)

Sylvia Oeggerli-Margreth (* 28. Februar 1939 in St. Gallen) ist eine Schweizer Kunstmalerin und Grafikerin.

## Ausbildung
Sylvia Oeggerli erhielt die künstlerische Grundausbildung von 1952 bis 1956 an der Textil- und Modeschule in St. Gallen. Es folgten Weiterbildungskurse an der Ecole Guerre-Lavigne in Paris, Frankreich, an der School of Arts and Crafts in London, England, und ein Studium der Arts Décoratifs in Genf. Von 1976 bis 1980 besuchte sie das Centre de Gravure in Genf.

## Wirken als Künstlerin
Ursprünglich arbeitete sie an Textilentwürfen für Ostschweizer Textilfirmen. Zeichnerische und grafische Fähigkeiten wurden so erworben. Später folgten viele Aquarellarbeiten sowie Werke mit Pastell-, Acryl- und Ölfarben wie auch in Mischtechnik. Auch fertigte sie Holzschnitte zur mehrfarbigen Xylografie wie auch Linolschnitte an. Daneben entwickelte Oeggerli-Margreth eine spezielle Hinterglasmalerei, welche sie international bekannt machte. Es handelt sich dabei nicht nur um die traditionelle Art von Hinterglasmalerei mit selektivem Farbauftrag, sondern oft um Herausarbeiten von Strukturen aus einer homogenen, ganzflächigen Basisschicht wie beispielsweise einem Spiegel. In den letzten Jahren schuf sie hauptsächlich Aquarelle von Blumen und Landschaften, welche in ihrer Umgebung und während Aufenthalten im Engadin entstanden sind. Ihr Atelier befindet sich in Chavannes-des-Bois in der Nähe von Genf. Sie ist Mitglied von Visarte und Pro Litteris.

## Ausstellungen

### Einzel- oder Gruppenausstellungen (Auswahl ab 1990)
- Chavannes-des-Bois: Cheminement vers la paix. visarte-geneve.ch, September 2023
- Romont FR: Vitromusée für Glasmalerei, Sans compromis, 2020 / 2021[6]
- Versoix GE: Boléro,  2009 / 2015 / 2017
- Sils Maria GR: Gallaria Chesina, 1998 + 2015 / 2016 + 2018
- Vevey: La Spirale, 2017
- Bellevue GE: Sylvia Oeggerli-Margreth, 2013
- Le Lignon GE: Galerie du Lignon SIG, Altitude de l’eau, 2012
- Begnins VD: Galerie entre lac et lumiere, 2011
- Tannay VD: Château de Tannay, 2010
- Versoix GE: Maison du Charron, 2009
- Burgdorf BE: Galerie Glass Inspiration, 2007
- Versoix GE: Caves de Bon-Séjour, 2002
- Morges: Centre culturel, 1999
- Chapelle de Collex-Bossy, 1993
- St. Moritz: Schweizerischer Bankverein, 1993
- Lausanne: Musée historique, 1993
- Pontresina: Galerie Roseg, 1992
- Lausanne: Galerie de la cité, 1991

### Beteiligung an Gruppenausstellungen in Museen
- Romont FR: Musée Suisse du Vitrail, VerreGlas, 2009
- Grenchen SO: Kunsthaus Grenchen, 2002
- Solothurn: Kunstmuseum, 5. Kantonale Weihnachtsausstellung, 1989
- Luzern: Hans Erni-Museum, Nationale Ausstellung Schweizer Alpen-Club, 1988
- La Chaux-de-Fonds NE: Musée des Beaux-Arts, Nationaler Malereiwettbewerb, 1984

## Werke im öffentlichen Raum
- Versoix GE: Gemeindehaus. Hinterglasmalerei 150 × 150 cm
- Stadt Genf: Stadtverwaltung. Naturbild in Mischtechnik
- St. Moritz GR: Filiale der Bank UBS. Berglandschaft in Mischtechnik
- Chavannes-des-Bois, VD: Gemeindehaus. Diverse Werke in Mischtechnik, Hinterglasmalereien, Linolschnitt
- Romont FR: Vitromusée für Glasmalerei. Hinterglasmalereien

## Veröffentlichungen
- Kerri Anderson-Sparks: Connaissez-vous Sylvia Oeggerli-Margreth? In: L'Echo des Bois, 12/2023, S. 20
- Sarah Schmid-Perez: Une exposition au coeur de l'atelier de Sylvia Oeggerli. In: Versoix-Region, Nr. 333, November 2023
- Tamara Bongard: De verre, de glace et de lumière. In: La Liberté, 4. März 2021
- La transparence des glaces éternelles. In: La Gruyère, 2021-03-04, S. 19
- Pierre Hügli: Une magie: la peinture sous verre de Sylvia Oeggerli. In: Pharts, Nr. 140, 2019, S. 14
- Pierre Hügli: Entre lac et lumière. Les verres gravés de Sylvia Oeggerli.  In: Pharts, Nr. 94, 2011
- Pierre Dupanloup: Exposition et rétrospective Sylvia Oeggerli. In: La Côte, 25. Juni 2009, S. 22.
- Kunstkalender Aquarelle 2000. Blumensujets von Sylvia Oeggerli. Engadin Press, Samedan, 1999
- Marcella Maier: Malen ist mein Leben. In: Engadiner Post, 15. Januar 1998
- Philippe Janin: S. Oeggerli: créative. Les Régates. Ouest lémanique, 1985
- H. A. Lièvre: Chavannes-des-Bois, terre d'inspiration de Mme. Oeggerli. Ouest lémanique, 1981

## Einzelnachweise

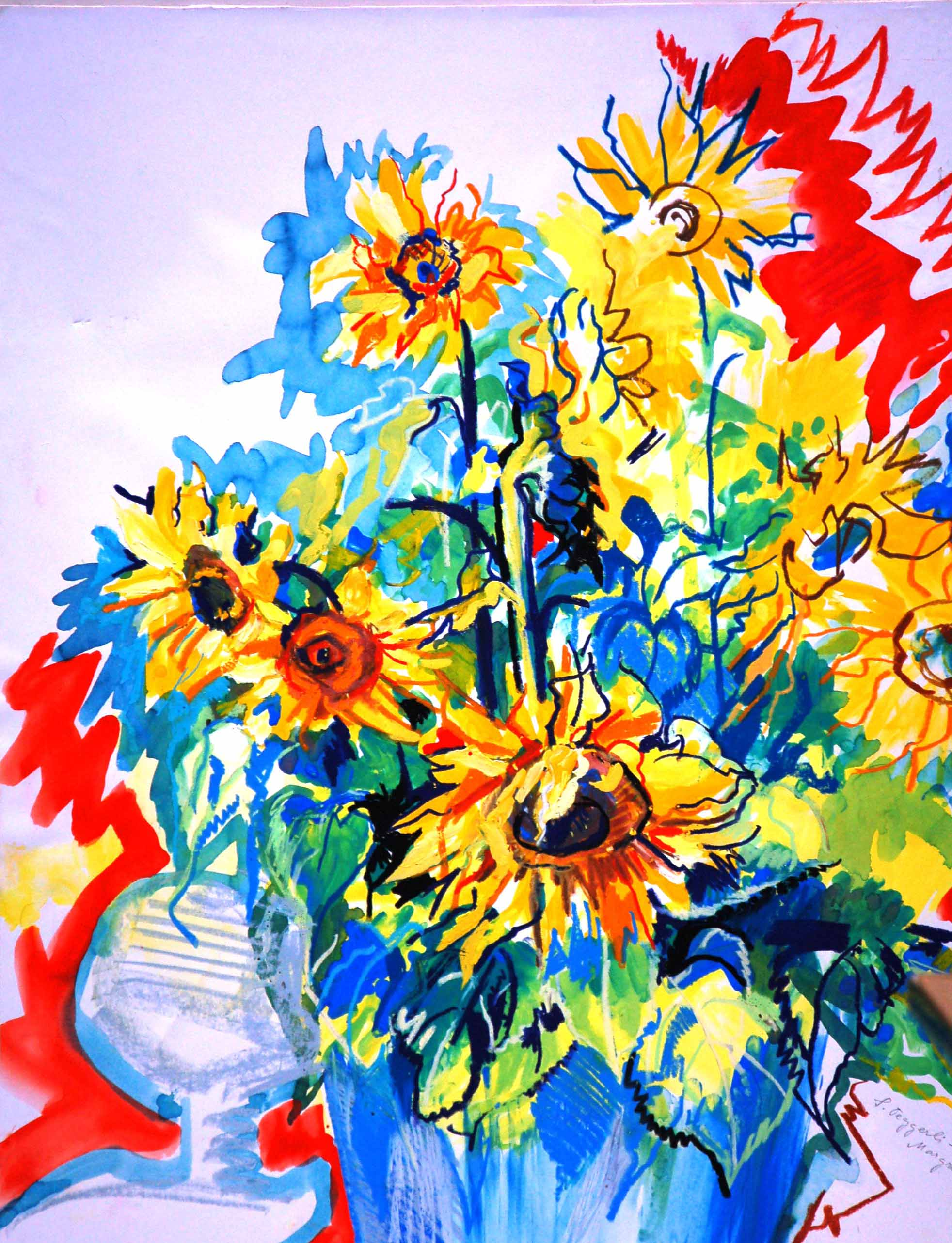
Mischtechnik, Sonnenblumen
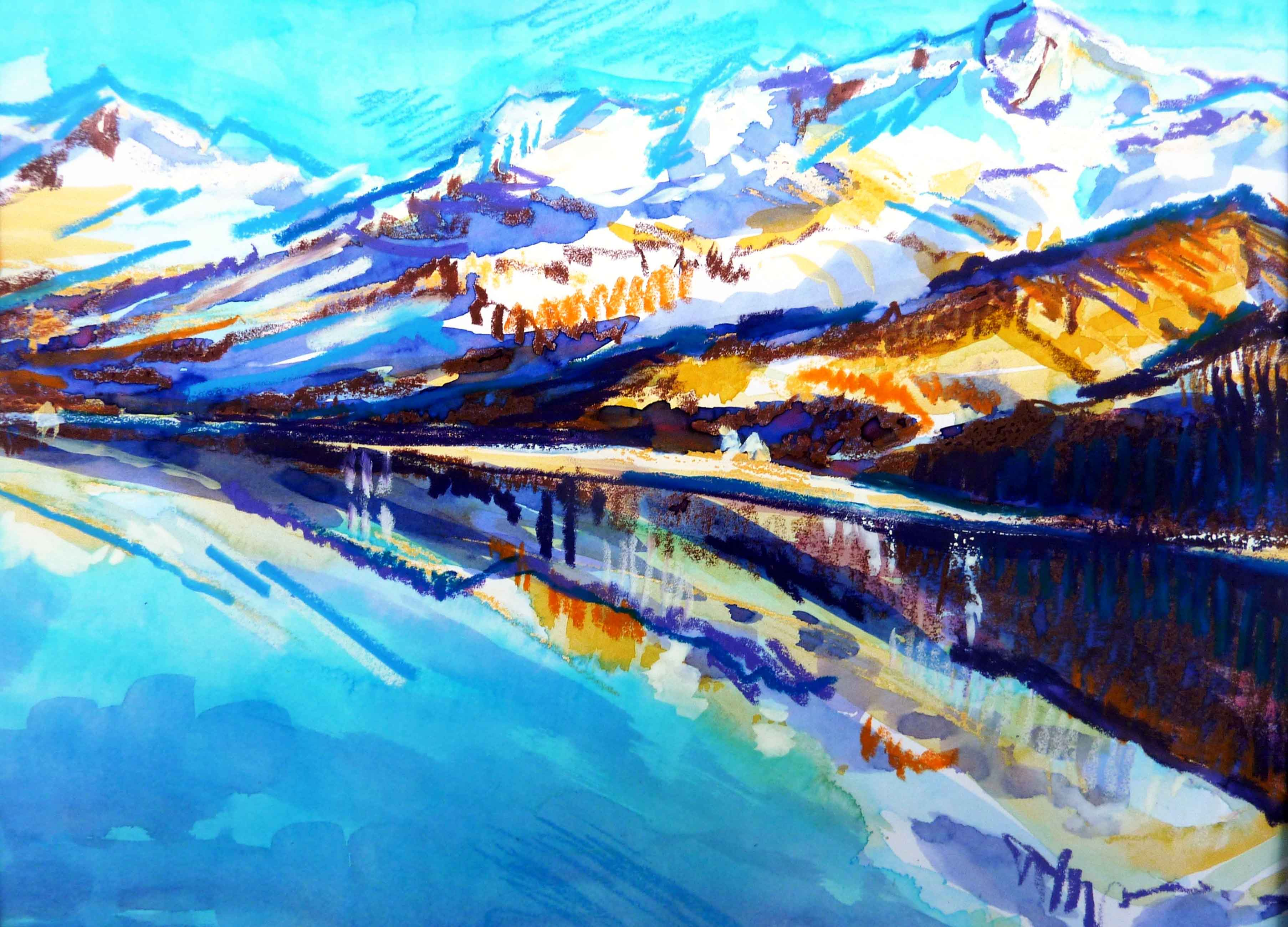
Mischtechnik, Oberengadiner Landschaft
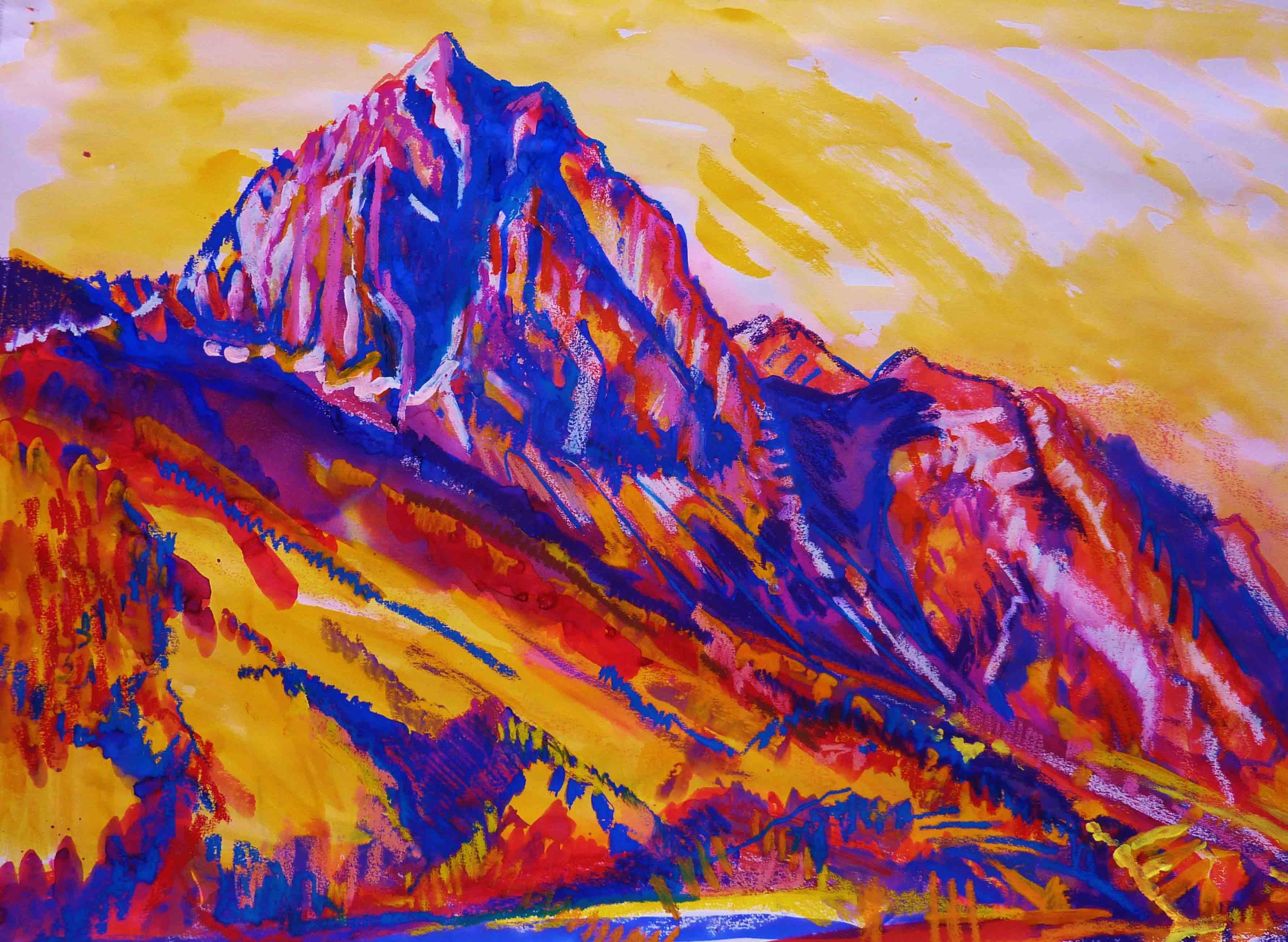
Mischtechnik, Piz Lagrev
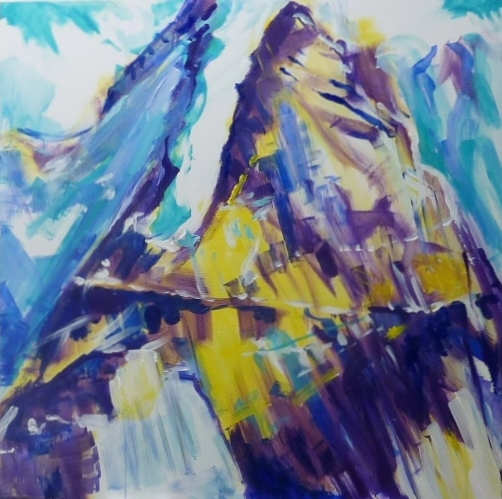
Biancograt, Acryl
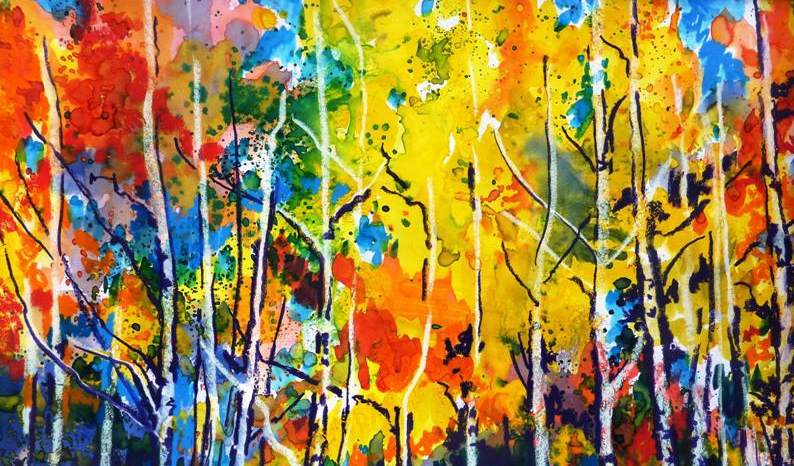
Mischtechnik, Herbstwald
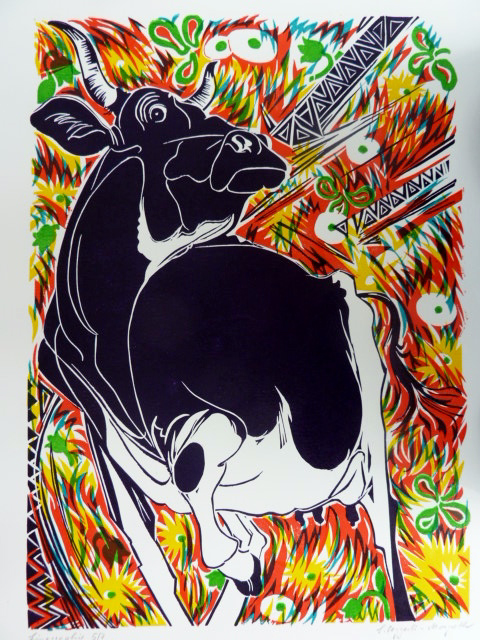
Vierfarbener Druck, Linolschnitt, "Die Kuh"
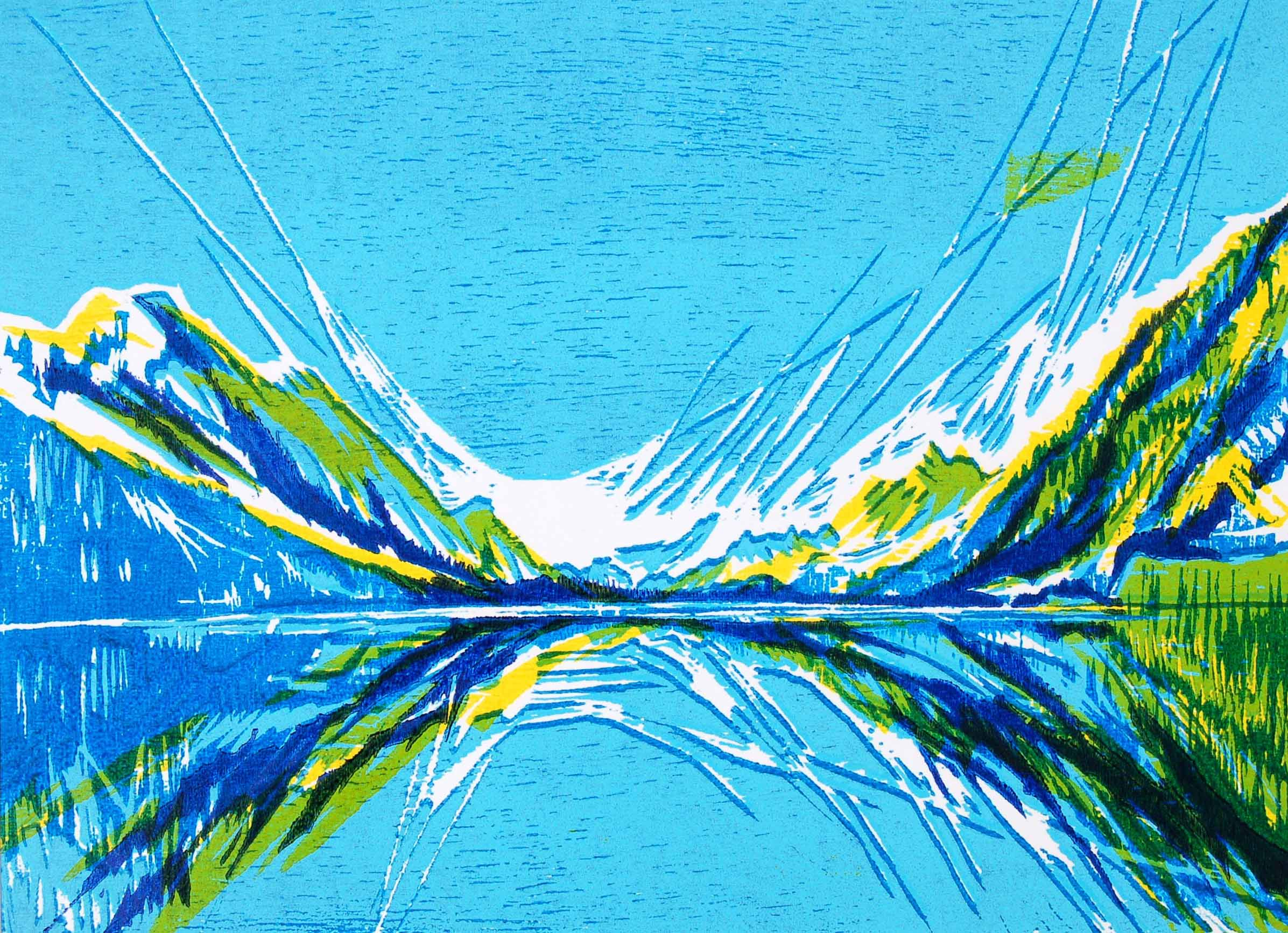
Vierfarbener Druck, Holzschnitt, Oberengadin
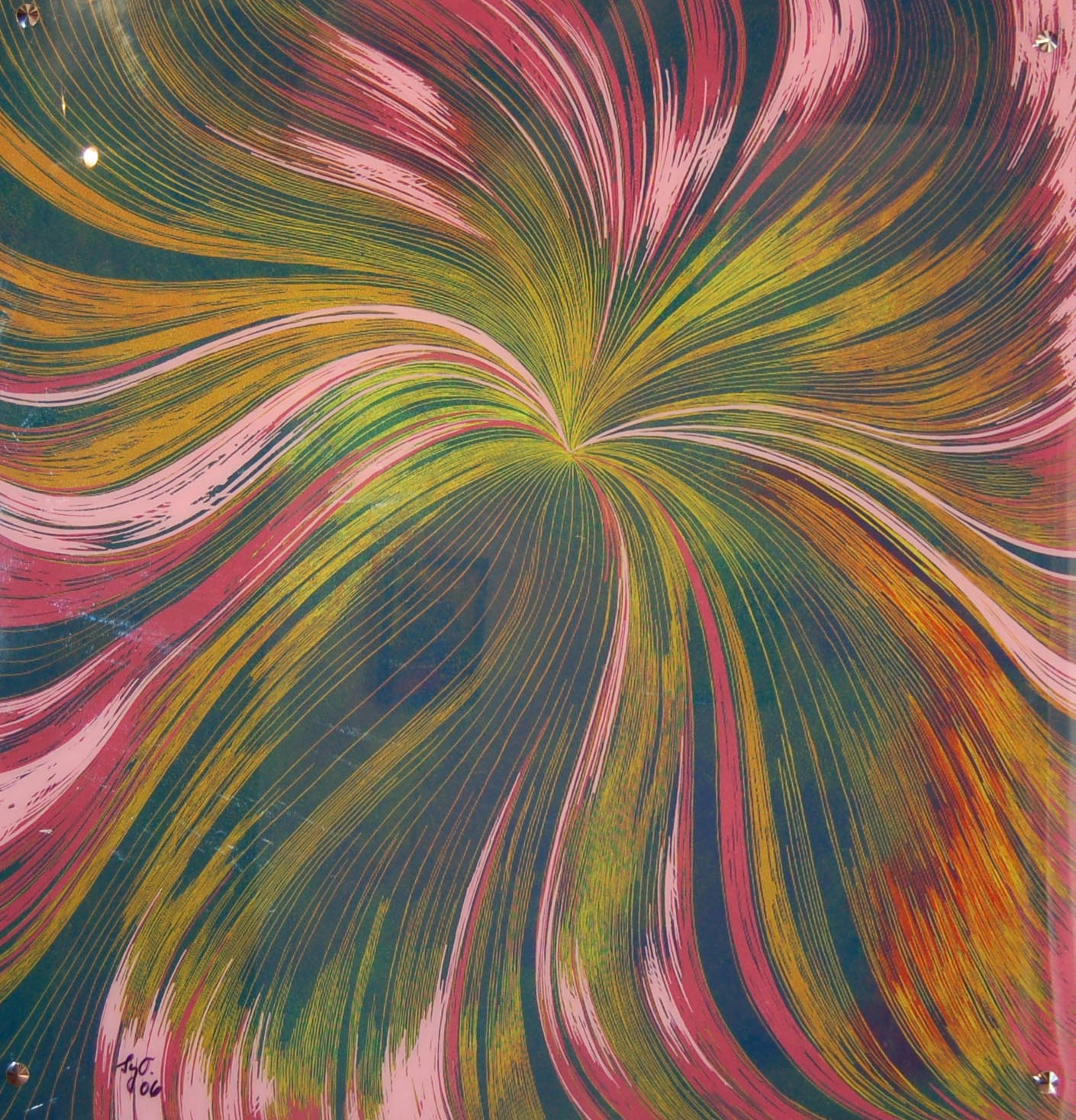
Hinterglasmalerei, "Fleur"
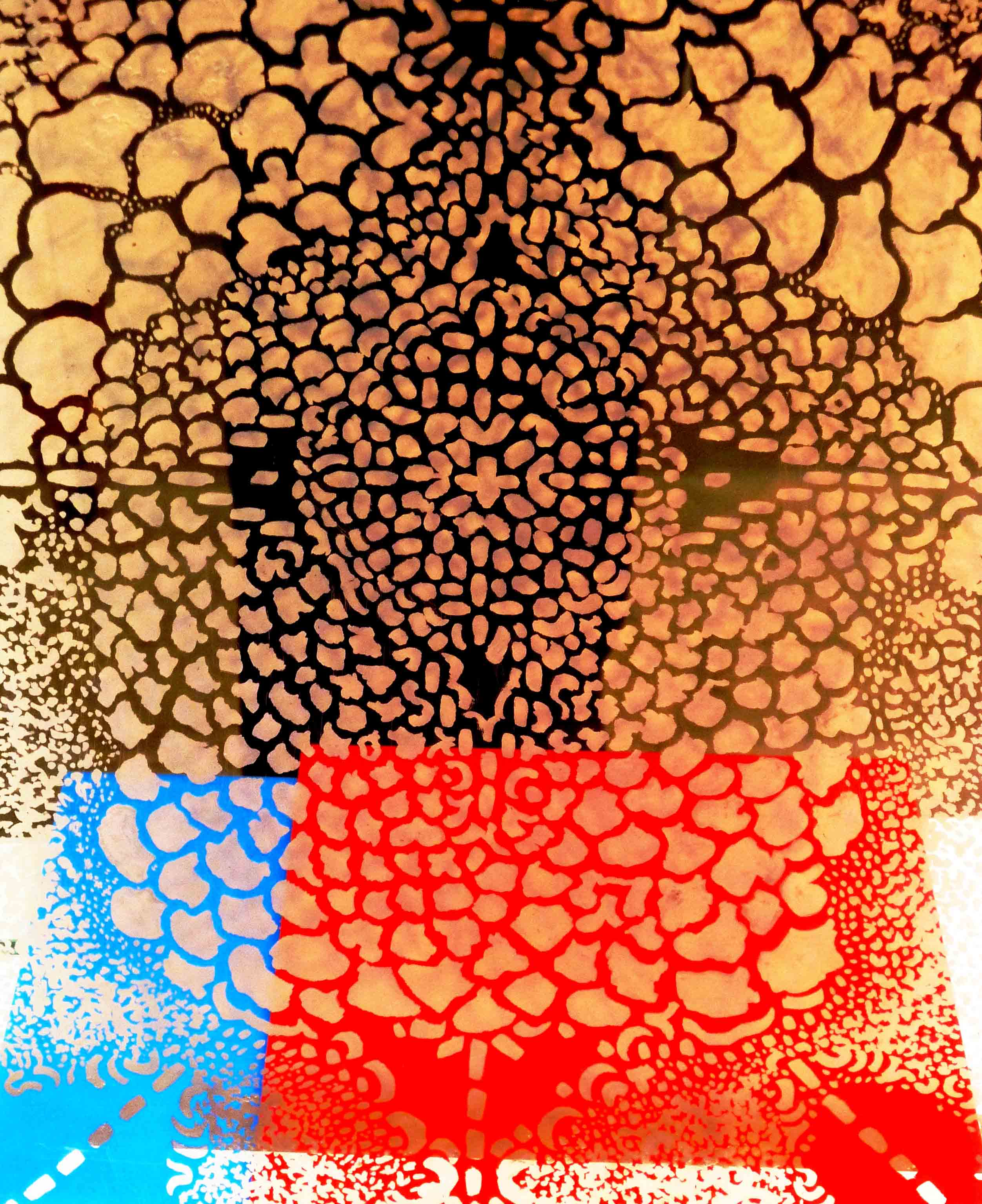
Hinterglasmalerei, abstrakt
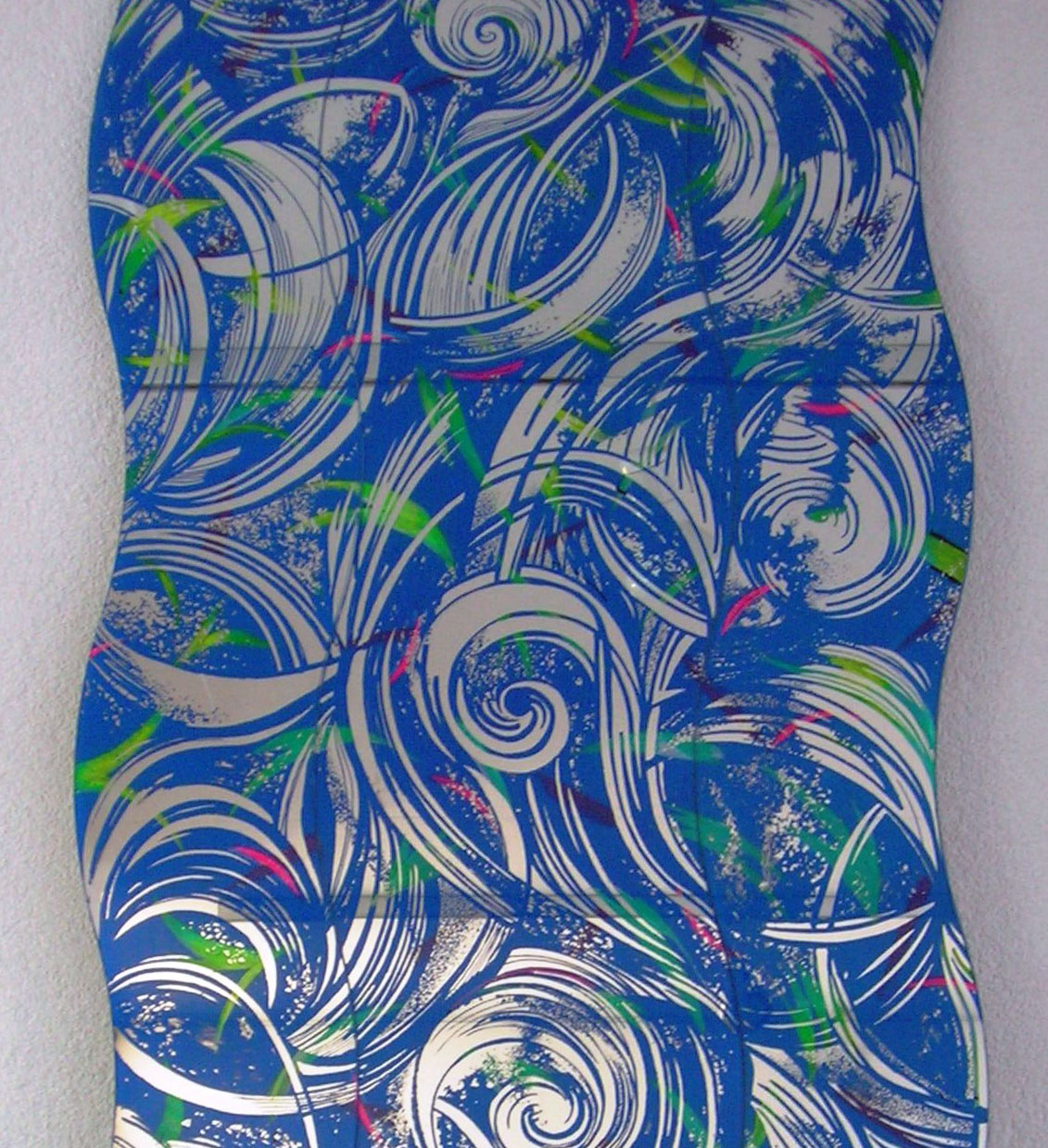
Hinterglasmalerei, "Mirroir"
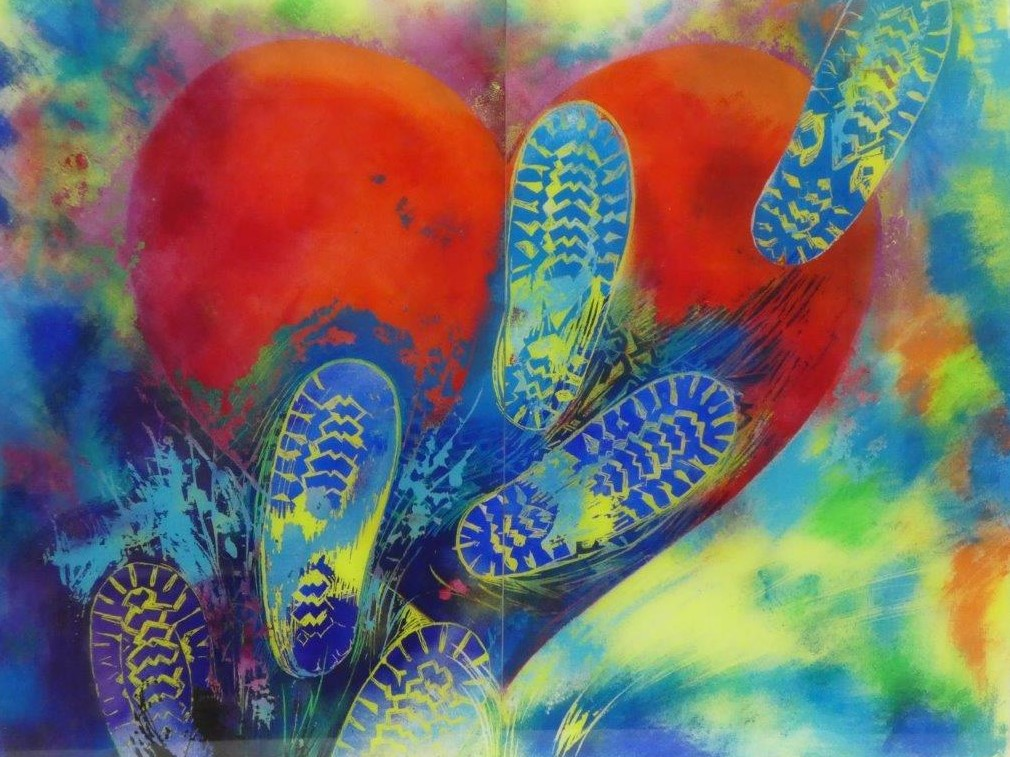
Hinterglasmalerei, "Le cheminement vers la paix"
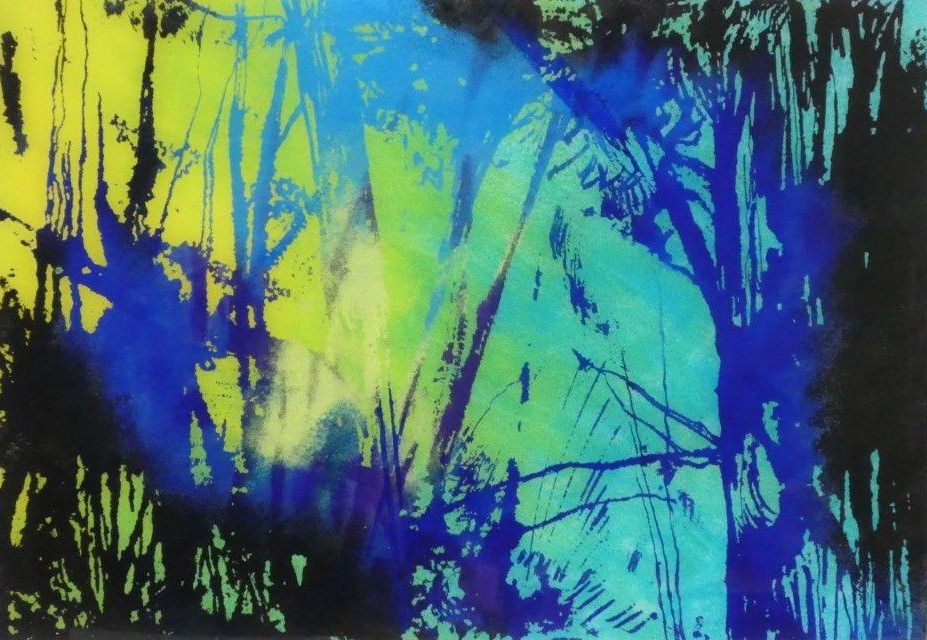
Hinterglasmalerei, "Gestrüpp"
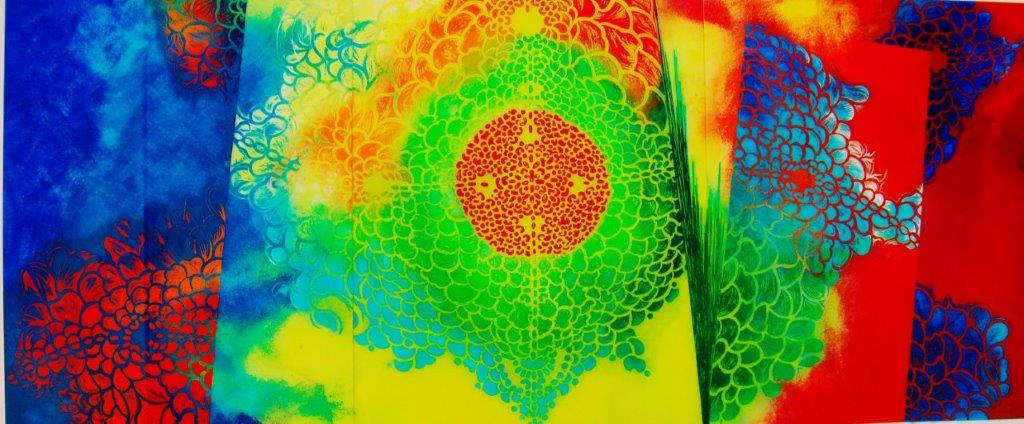
Hinterglasmalerei, "gespalten"